# 李文傑 (台中)
李文傑（1976年4月22日—）為中國國民黨籍，台灣政治人物，現為第四屆臺中市議員。

## 經歷
李文傑父親為前臺中市議員李榮鴻，李文傑擔任其特別助理，後接棒父親參選台中市議員。

## 選舉紀錄
| 年度 | 選舉屆數             | 選舉區           | 所屬政黨   | 得票數 | 得票率 | 當選標記 | 備註 |
| ---- | -------------------- | ---------------- | ---------- | ------ | ------ | -------- | ---- |
| 2022 | 第四屆台中市議員選舉 | 台中市第一選舉區 | 中國國民黨 | 15,214 | 23.27% |          |      |

## 外部連結
1. ↑  . 臺中市議會.   [2024-08-26]. （原始内容存档于2024-08-14） （中文）.
2. ↑  . 自由時報. 2023-01-11  [2024-08-26]. （原始内容存档于2024-08-26）.